# Plantations of Pale Pink
Plantations of Pale Pink is de tiende ep van de Amerikaanse indierock-muziekgroep Guided by Voices. Het vinyl kreeg een oranje kleur. In 2002 is de ep opnieuw uitgebracht.

## Tracklist
1. Systems Crash
2. Catfood on the Earwig
3. The Who vs. Porky Pig
4. A Life in Finer Clothing
5. The Worryin' Song
6. Subtle Gear Shifting